# Хартмансдорф (Кемниц)
Хартмансдорф (њем. Hartmannsdorf) општина је у њемачкој савезној држави Саксонија. Једно је од 61 општинског средишта округа Средња Саксонија. Према процјени из 2010. у општини је живјело 4.630 становника. Посједује регионалну шифру (AGS) 14522260.

## Географски и демографски подаци
Хартмансдорф се налази у савезној држави Саксонија у округу Средња Саксонија. Општина се налази на надморској висини од 236 метара. Површина општине износи 10,3 km². У самом мјесту је, према процјени из 2010. године, живјело 4.630 становника. Просјечна густина становништва износи 450 становника/km².